# 糊粉層
糊粉層（英語：aleurone layer，源自希臘文aleuron，意指麵粉）是禾本科與部分真雙子葉植物種子胚乳外層的一或數層細胞，主要成分為蛋白質。糊粉層與胚乳內層在形態與生理上均有不同，糊粉層的細胞含有稱為糊粉粒（aleurone grain）的蛋白質儲存胞器，形狀多為規則立方形，胚乳內層細胞則多含有澱粉顆粒，細胞大且形狀不規則。糊粉層是米糠中營養成分最高的部位，其與種皮相連，會在碾米過程中被當成外殼去除。糊粉層也含有許多種子發育必須的脂類、各種礦物質與維生素，但不含有澱粉。在某些玉米中，糊粉層中的花色素苷是其種子藍紫色的來源。

## 成分與組成

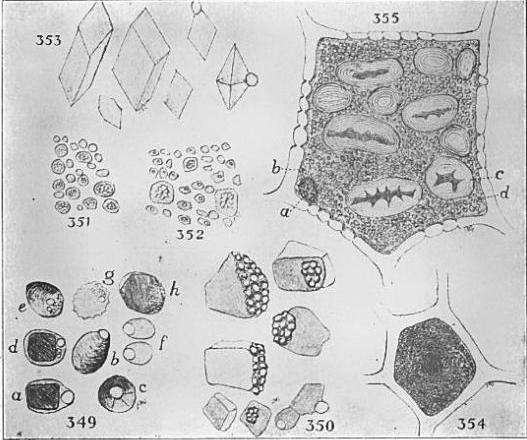
許多不同植物種子的糊粉粒（包括位於其中的擬結晶與球狀體）

糊粉層的細胞含有稱為糊粉粒的蛋白質貯存構造，糊粉粒是由液胞特化、乾燥而成的胞器，其中含有由蛋白質形成的晶狀體（crystalloid），以及無機鹽與一些有機物結晶形成的球狀晶體，最初描述糊粉粒晶狀體的植物學家Nägeli認為此物質不是真正的結晶，而是介於溶質與結晶間的物質，不過之後也有學者認為此物質屬於結晶。晶狀體中除了蛋白質，還有脂質分子可能會將蛋白質連結起來以形成結晶，因此油脂可能是晶狀體的母溶液。小麥糊粉層僅有一層細胞，佔整個種子的5-8%，但其中的蛋白質含量佔了整個種子蛋白質的15%，離氨酸的含量則高達整個種子的三成，且其種子有超過一半的礦物質貯存於糊粉層。
玉米、小麥、裸麥與燕麥等常見穀物的糊粉層均只有單層細胞，大麥的糊粉層有三層細胞，稻米則可能有一或多層細胞的糊粉層。

## 發育
胚乳發育時，位於其邊緣的細胞經由多次平周分裂（periclinal division）與垂周分裂（anticlinal division）後發育成糊粉層，其中牽涉許多基因表現的調控。dek1與cr4基因均可促進糊粉層的發育，其中前者為細胞發育成糊粉層時，接收位置訊號所需，位置訊號可能來自胚乳周邊的組織，也可能是細胞本身因處於胚乳表面所產生的內在訊號，缺乏dek1基因的突變株（因Mu轉座子插入其基因序列造成）細胞無法正常發育成糊粉層，而是形成充滿澱粉粒的內層胚乳。位置訊息直到種子發育晚期仍對糊粉層的形成相當重要，因為糊粉細胞與澱粉細胞直到發育晚期都仍有互相轉換的可能，在發育晚期失去dek1基因亦會使糊粉層細胞失去位置訊息的刺激而轉而發育成澱粉細胞。cr4基因編碼的蛋白質是一個激酶受體，也與糊粉層發育過程中的訊息傳遞相關。

## 功能

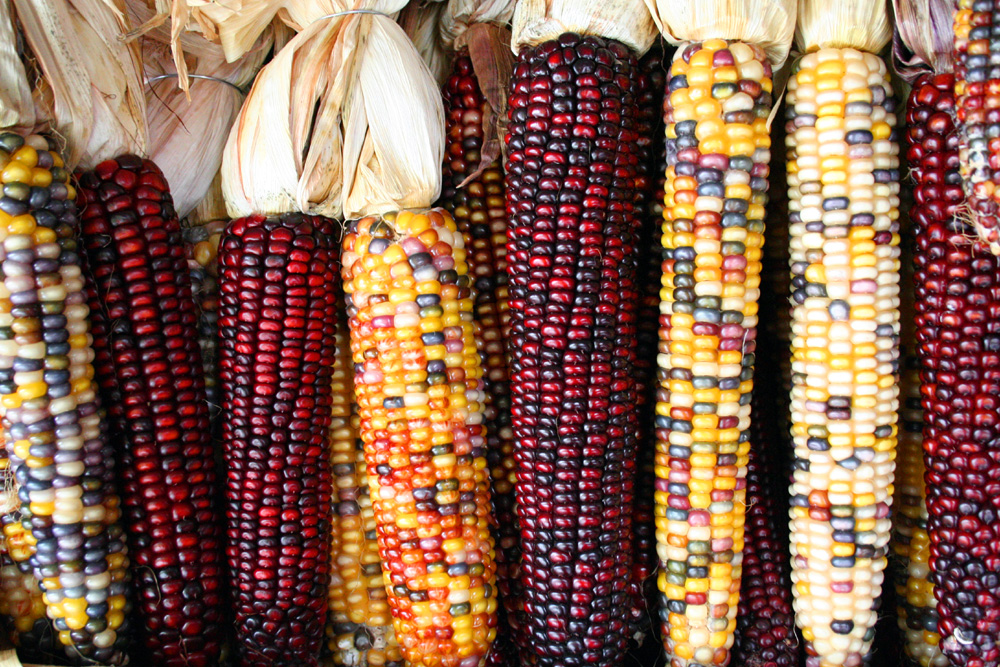
某些玉米的顏色是由糊粉層造成的

糊粉層最重要的功能便是種子萌發時，植物的胚會分泌一種稱為吉貝素的植物激素，與糊粉層細胞表面的膜蛋白受體結合後，刺激糊粉層釋放α-澱粉酶、蛋白酶、核酸酶與其他水解酵素將胚乳中的養分水解以供胚利用，此訊息傳遞路徑有G蛋白偶聯受體與鈣離子的參與，且受到離層素的抑制，在某些穀類中，離層素在糊粉層中可能會自我催化而轉換成红花菜豆酸，進而抑制α-澱粉酶的合成。另外有研究指出此時糊粉層細胞因粒線體與乙醛酸循環體因脂質代謝旺盛，會使細胞中活性氧類的濃度提升，這些活性氧分子可造成一些膜蛋白的氧化狀態改變，可能也與種子萌發時糊粉層細胞內的訊息傳遞路徑有關。完成此一任務後，糊粉層的細胞會經由細胞凋亡而死亡。此反應也被利用於釀酒，即以吉貝素處理大麥，以確保麥芽同時萌發。
除此之外糊粉層還有數種其他功能，以確保種子發育的正常進行。其一是在種子萌發後維持胚乳較低的pH值，許多穀物的糊粉層會釋放磷酸與檸檬酸等有機酸，將胚乳的pH值保持在4-5，因為這是最適宜α-澱粉酶作用的pH值，此機制有助於胚乳養分的分解。大麥的糊粉層在缺氧的狀態下還會向胚乳的澱粉層與質外體分泌亞硝酸鹽。另外有一種血紅蛋白存在於大麥、稻米種子外部包括糊粉層在內的幾層活細胞中，惟其功能尚不明，此蛋白可能是正常種子萌發過程所需，也可能是種子面臨低氧逆境的一項適應，在缺氧狀態下，糊粉層中此蛋白的濃度會上升。
某些植物的糊粉層可以分泌PR-4等抵抗真菌感染的蛋白質，可能是植物免疫反應的一部份。在某些植物中糊粉層還與種子休眠有關。